# 波尔蒂纳里小堂

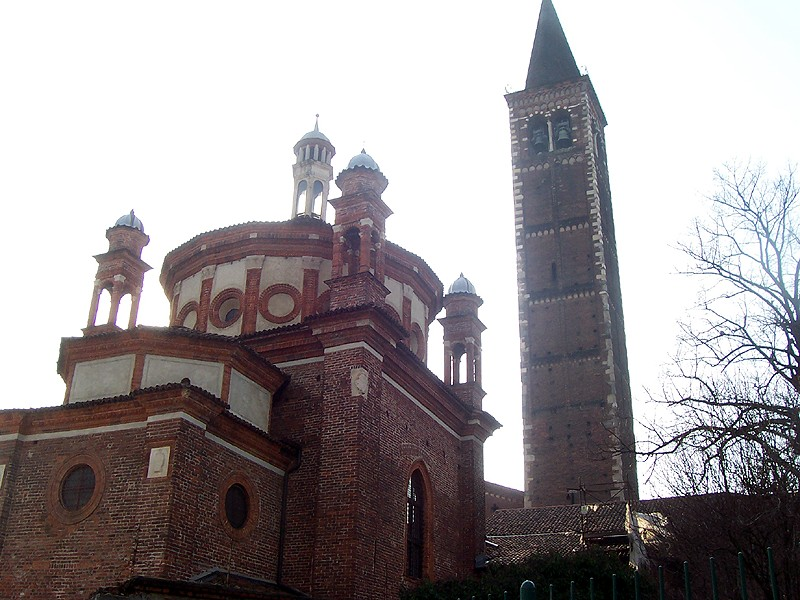
波尔蒂纳里小堂和圣欧斯托焦圣殿的钟楼

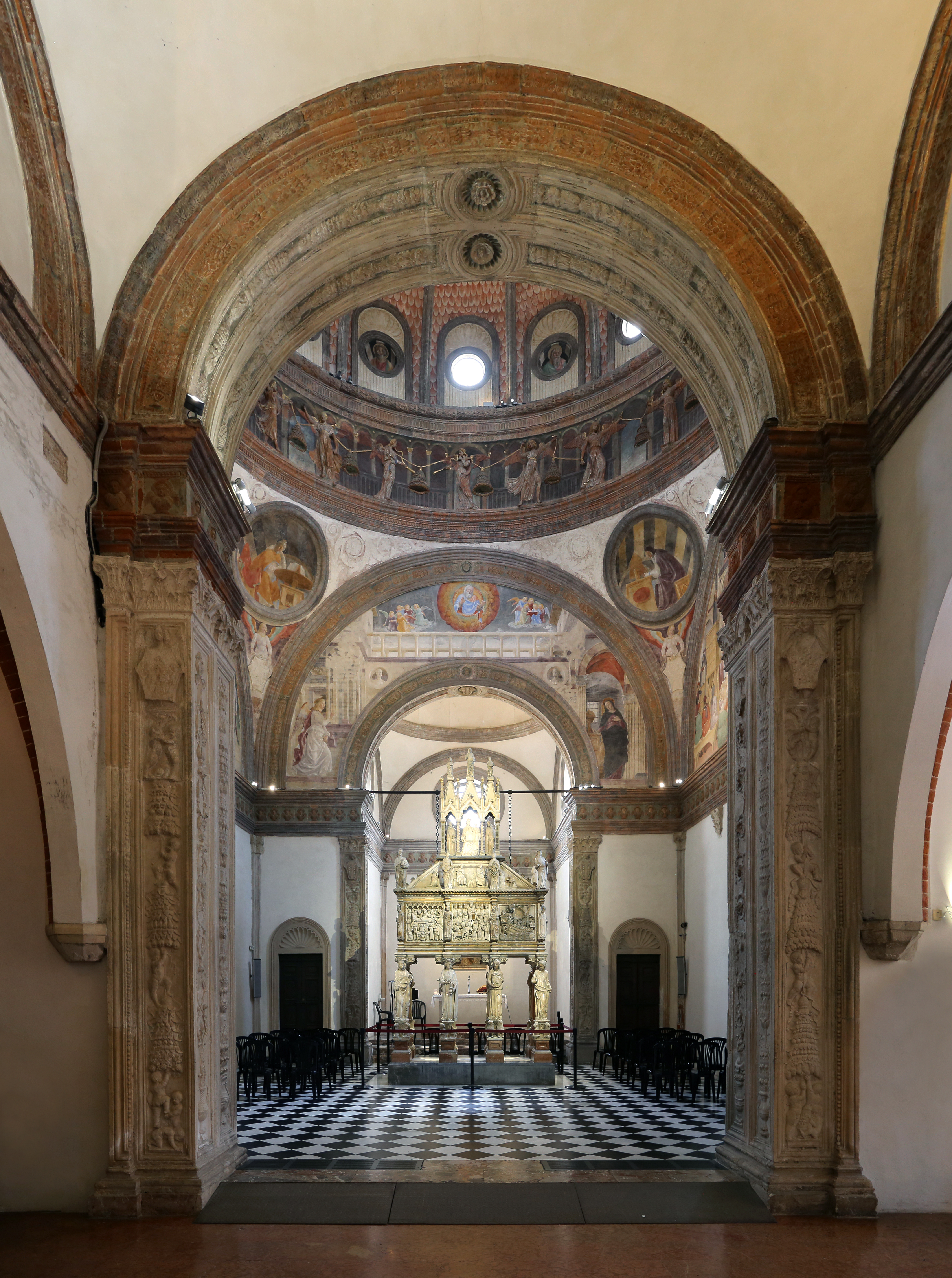
内部

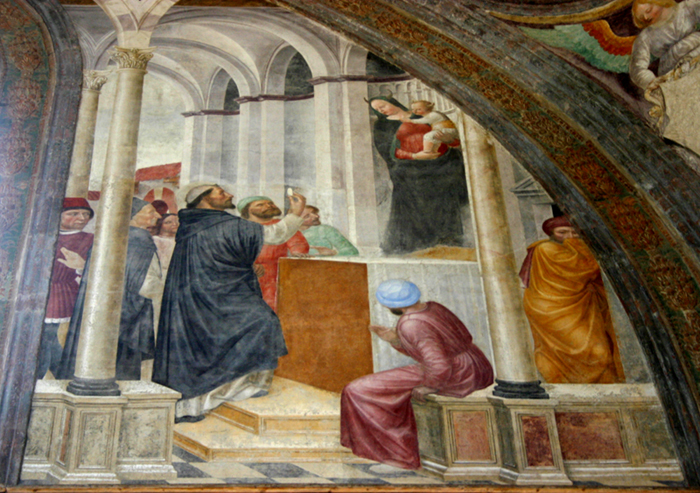

波尔蒂纳里小堂（意大利语：Cappella Portinari）是意大利米兰圣欧斯托焦圣殿东端的一座文艺复兴小堂。它在1460年动工，于1468年完成，委托兴建此堂的是佛罗伦萨贵族皮格罗·波尔蒂纳里（1421年至1468年），他在1452年成为美第奇银行驻米兰代表。它被认为是在伦巴第的一座托斯卡纳建筑。
这是一座家族教堂，内有由总主教若望·维斯康蒂在1340年修建的安葬维罗纳的圣伯铎首级的银质坟墓。